# FC Juniors OÖ
Fußball Club Juniors OÖ (normalt bare kendt som FC Juniors) er en østrigsk fodboldklub fra byen Pasching. Klubben spiller i 2. Liga, og har hjemmebane på TGW Arena. Klubben blev grundlagt i 2007.